# 2. List Klemensa do Koryntian

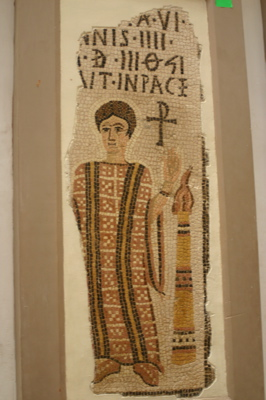
Rzymska mozaika wczesnochrześcijańska: duchowny w postawie modlitewnej z paschałem. Ostatnie słowa napisu: ...in pace – ...w pokoju. Muzeum Bardo k. Tunisu.

2. List Klemensa do Koryntian – pismo ze schyłku okresu ojców apostolskich, wcześniej mylnie przypisywane biskupowi Rzymu św. Klemensowi. Jest w rzeczywistości jedną z najwcześniejszych zachowanych homilii chrześcijańskich, współczesną Homilii paschalnej Melitona z Sardes.

## Autorstwo
Najstarsze rękopisy i przekład syryjski przypisują autorstwo listu św. Klemensowi, choć już Euzebiusz z Cezarei i Hieronim ze Strydonu podawali tę informację w wątpliwość. Utwór jest stylistycznie odmienny od autentycznego Klemensowego 1. Listu do Koryntian, nie nawiązuje także doń pod względem treści i wbrew tytułowi nie ma cech listu. Elementy antygnostyczne i podobieństwo treściowe do Pasterza Hermasa pozwalają datować utwór na połowę II wieku. Jako miejsce powstania wskazuje się Rzym, Aleksandrię lub Korynt. 

## Treść
Tematem 2. Listu do Koryntian jest zbawienie i drogi prowadzące do jego osiągnięcia. Zawiera wezwanie do nawrócenia się, pokuty oraz obojętności wobec rzeczy doczesnych. Autor podkreśla boską oraz ludzką naturę Jezusa i buduje naukę o Kościele – mistycznym ciele Chrystusa, co ma wyraźny wymiar antygnostycki. Jednocześnie jednak nie zagłębia się w poważne problemy dogmatyczne, a sam utwór ma niskie walory literackie, autor powtarza się i gubi w wywodach.